# Orgelbau Schulte
 Orgelbau Schulte ist eine Orgelbaufirma in Kürten, die in zweiter Generation geführt wird.

## Gründung und Entwicklung
Siegfried Schulte, der als Kleinkind mit seinen Eltern aus Oberschlesien geflüchtet war, lernte ab 1955 nach Abschluss der Volksschule als 15-Jähriger den Beruf des Orgel- und Harmoniumbauers bei dem Kölner Orgelbauer Willi Peter. Nach 25 Jahren Erfahrung und Ablegen der Meisterprüfung machte sich Siegfried Schulte 1978 selbständig und gründete einen eigenen Betrieb in Kürten. Nach anfänglichen Provisorien in Gebäudeteilen eines Bauernhofes in Herweg wurde die erste Werkstatt 1979 in Odenthal-Scheuren errichtet. In den 1980er Jahren arbeitete Schulte anfangs außer an Kirchenorgeln besonders auf dem Nischensektor Hausorgeln, genauer Wandschmuckorgeln, Orgeln, die sowohl musikalisch als auch vom Design her für Privatkunden attraktiv sein sollten und auf die er sogar ein Patent hatte. Mit wachsendem Auftragsvolumen für größere Orgeln wurde die Werkstatt 1986 nach Kürten-Bechen und 1997 ins Gewerbegebiet von Kürten-Herweg verlegt.

## Zweite Generation
1997 begann Sohn Oliver nach Abitur und Zivildienst in der väterlichen Werkstatt seine Orgelbauerlehre. Nach Abschluss (2000) und einem Jahr bei der für Renovierungen bekannten Orgelbaufirma Peter Vier, Schwarzwald, und weiterer Mitarbeit in der Werkstatt des Vaters verbunden mit einer Weiterbildung zum Betriebswirt (HWK) und dem Meisterlehrgang an der Musikinstrumentenmacherschule in Ludwigsburg übernahm Oliver Schulte 2006 die Firma. Eine wirtschaftliche Krisensituation, ausgelöst durch einen zurückgezogenen Großauftrag, bewältigte die Firma (ab 2008) durch eine Restrukturierung und Verkleinerung sowie der Verlagerung des Tätigkeitsschwerpunktes vom Neubau auf die Restaurierung vor allem von Orgeln aus dem anglo-amerikanischen Raum. Dabei nutzt der junge Orgelbauer intensiv und international die sozialen Netzwerke.

## Werke (Auswahl)
| Jahr      | Ort                             | Gebäude                                          | Bild | Manuale | Register | Bemerkungen |
| --------- | ------------------------------- | ------------------------------------------------ | ---- | ------- | -------- | --- |
| 1978      | Dabringhausen-Grunewald         | Apollinariskirche                                |      | II/P    | 11       | Neubau Opus 1 |
| 1983      | Altenberg                       | Markuskapelle                                    |      | II/P    | 4        | Neubau; mechanische Schleifladen |
| 1986      | Swisttal-Ludendorf              | St. Petrus und Paulus                            |      | II/P    | 19       | Neubau; mechanische Schleifladen |
| 1990      | Bergisch Gladbach               | St. Severin                                      |      | II/P    | 21       | Neubau; elektrische Schleifladen |
| 1991      | Schildgen                       | Herz Jesu                                        |      | II/P    | 25       | Neubau; elektrische Schleifladen |
| 1992      | Köln-Porz                       | St. Joseph                                       |      | III/P   | 41       | Neubau; mechanische Schleifladen (bisher größter Neubau von Schulte)                                                                                             |
| 1994      | Pulheim-Stommeln                | St. Martinus                                     |      | II/P    | 30       | Neubau; elektrische Schleifladen |
| 1995      | Kerpen                          | St. Martinus, Chororgel                          |      | III/P   | 19       | Neubau; elektrische Schleifladen, kombinierbar mit Hauptorgel |
| 1996      | Hebborn                         | Zum Heilsbrunnen                                 |      | II/P    | 17       | Neubau; mechanische Schleifladen |
| 1996      | Köln-Wahn                       | St. Aegidius                                     |      | II/P    | 17       | Neubau; elektrische Schleifladen |
| 1996      | Friesdorf (Bonn)                | St. Servatius                                    |      | II/P    | 27       | Neubau; elektrische Schleifladen |
| 1997      | Bödingen                        | Wallfahrtskirche Zur schmerzhaften Mutter Gottes |      | II/P    | 24       | Neubau; elektrische Schleifladen |
| 1998      | Kerpen                          | St. Martinus, Hauptorgel                         |      | III/P   | 24       | Neubau; elektropneumatische Kegelladen, kombinierbar mit Chororgel                                                                                               |
| 1998      | Biesfeld                        | Mater Dolorosa                                   |      | II/P    | 20       | Neubau; elektrische Schleifladen |
| 1999      | Wipperfeld                      | St. Clemens                                      |      | II/P    | 22       | Neubau; elektrische Schleifladen |
| 1999      | Marialinden                     | St. Mariä Heimsuchung                            |      | II/P    | 21       | Neubau; elektrische Schleifladen |
| 2000/2001 | Köln-Vingst                     | St. Theodor                                      |      | II/P    | 26       | Neubau; mechanische Schleifladen |
| 2002      | Reusrath                        | St. Barbara                                      |      | II/P    | 26       | Neubau; mechanische Schleifladen |
| 2003      | Kleinbüllesheim                 | St. Peter und Paul                               |      | II/P    | 11       | Einbau der restaurierten Klais-Orgel von 1885 aus dem Collegium Josephinum Bonn                                                                                  |
| 2006/2007 | Bruchhausen (Landkreis Neuwied) | St. Johannes Baptist                             |      | II/P    | 19       | Einbau und Erweiterung einer gebrauchten Feith Orgel von 1962 aus einer Dortmunder Kirche                                                                        |
| 2007      | Herkenrath-Bärbroich            | St. Maria s. t. Immaculata Conceptionis          |      | I/P     | 12       | Restaurierung und Erweiterung der Orgel von Christian Roetzel (1821)                                                                                             |
| 2007      | Limperich                       | Heilig-Kreuz-Kirche                              |      | III/P   | 35       | Restaurierung der Orgel von James Jepson Binns (1905), der zur Zeit größten englischen Orgel romantischer Klangcharakteristik auf dem europäischen Festland      |
| 2011      | Köln-Rodenkirchen               | St. Maternus                                     |      | II/P    | 21       | Restaurierung der Orgel von Steere & Turner (1869) |
| 2012/2013 | Castelo Branco, Portugal        | São José Operário                                |      | II/P    | 29       | Restaurierung einer Orgel von Henry Willis & Sons (1928) aus der United Methodist Church in Prescot/Liverpool. Jetzt größte Orgel im portugiesischen Hinterland. |
| 2017/2018 | Bad Sooden-Allendorf            | St. Crucis (Bad Sooden-Allendorf)                |      | III/P   | 61       | Restaurierung und Einbau einer Orgel (1852) aus der Heilig Dreifaltigkeitskirche in Cambridge                                                                    |